# Ludwig Beck
Generaloberst Ludwig August Theodor Beck (29. juni 1880 – 20. juli 1944) var chef for den tyske hærs generalstab fra 1935 til 1938
 

Da han tjente som stabschef for den tyske hær mellem 1935 og 1938, blev Beck i stigende grad desillusioneret og stod i opposition til den stigende totalitarisme i naziregimet og til Hitlers aggressive udenrigspolitik. Offentlige udenrigspolitiske uoverensstemmelser med Hitler fik Beck til at træde tilbage som stabschef i august 1938. Fra da af mente Beck, at Hitler ikke kunne påvirkes positivt, og at både Hitler og Nazistpartiet måtte fjernes fra regeringen. Beck blev en stor leder inden for sammensværgelsen mod Hitler og ville have fungeret som statsoverhoved med titlen enten præsident eller regent ("Reichsverweser"), afhængigt af kilden, hvis plottet den 20. juli var lykkedes. Handlingen mislykkedes imidlertid, og Beck blev derefter anholdt. Efter sigende gjorde han et mislykket selvmordsforsøg, før han blev skudt ihjel. 
1. ↑  Navnet er anført på bokmål og stammer fra Wikidata hvor navnet endnu ikke findes på dansk.
2. ↑  Navnet er anført på bokmål og stammer fra Wikidata hvor navnet endnu ikke findes på dansk.